# تعصب

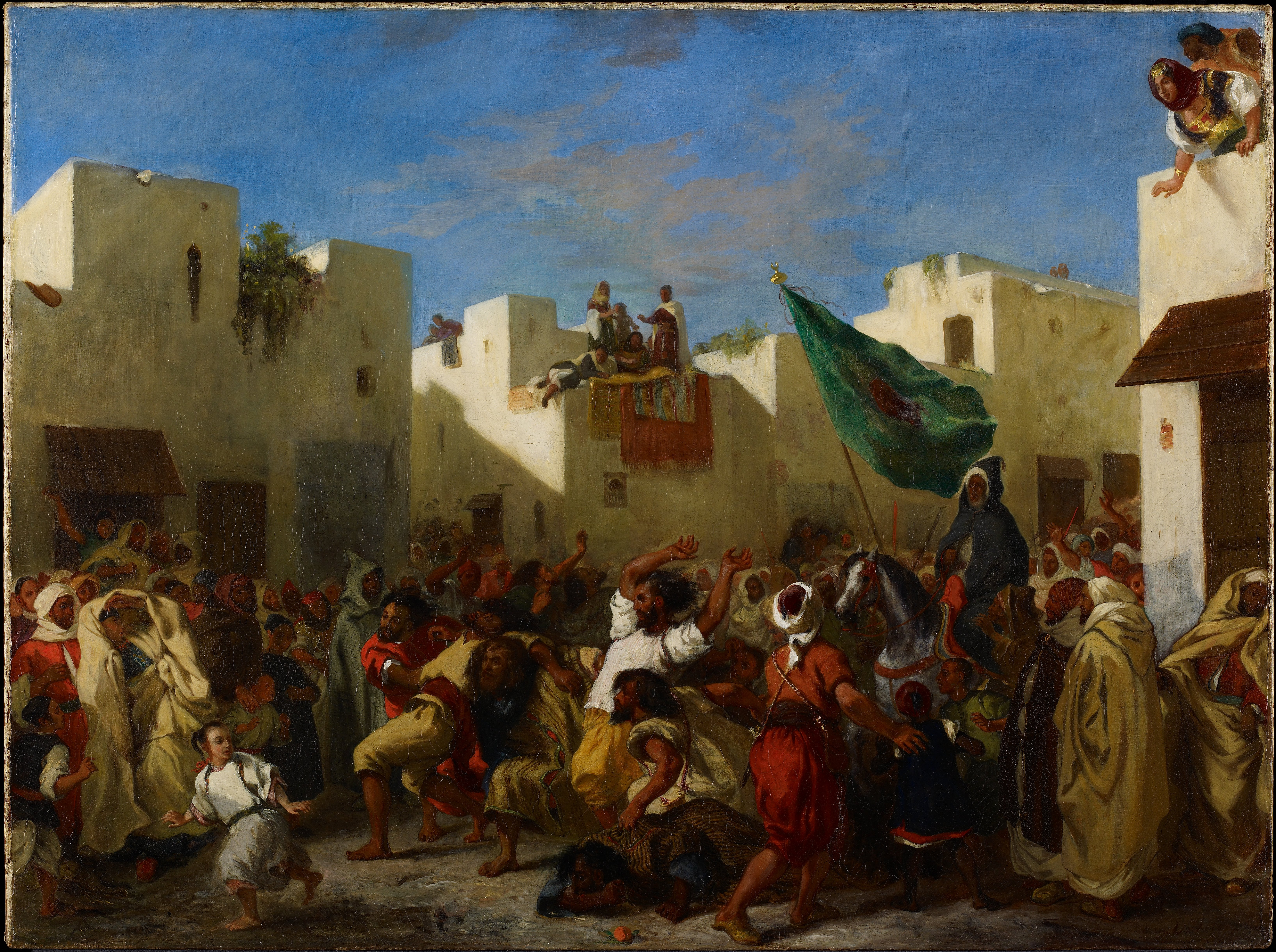

التعصب هو الاعتقاد أو التصرفات التي تنطوي على أخذ مواقف دون تمحيص بسبب الغيرة وبحماس مفرط. يعرّف الفيلسوف جورج سانتايانا «التعصب» بأنه «يضاعف مجهودك عندما تنسى هدفك». يظهر المتعصب معايير صارمة للغاية وبتسامح قليل تجاه الأفكار أو الآراء المعارضة.
يُعرّف تينو ليشتسار مصطلح التعصب على أنه السعي وراء أو الدفاع عن شيء ما بطريقة متطرفة وعاطفية تتجاوز الحدود الطبيعية. يُعرّف التعصب الديني بأنه الإيمان الأعمى والإستعداد لاضطهاد المعارضين وغياب وعي للواقع.
في كتابه بعنوان «حديث مجنون، كلام مجنون» (Crazy Talk ، Stupid Talk)، يقول نيل بوستمان أن «مفتاح كل المعتقدات المتعصبة هو أنها تؤكد نفسها بنفسها.. تعتبر بعض المعتقدات متعصبة ليس لأنها» خاطئة «ولكن بسبب التعبير عنها بطريقة لا يمكن أبدًا إظهارها كاذبة.» 
وعند المتشددين المسلمين فإن التعصب هو عمل مستحب بناء على الحديث الشريف: «أوثق عرى الإيمان: الموالاة في الله والمعاداة في الله، والحب في الله والبغض في الله عز وجل» مع أن هناك دعوات حديثة لنبذ التعصب من قبل نفس الجماعات لكنهم يفرقون بين التعصب بين المسلمين والتعصب ضد الآخرين. ومؤخرا، ارتفعت همة نبذ التعصب عند مجمل المسلمين.

## مرادفات التعصب
وهي مرادفة أيضا للتحمس، وللنشوة المستعرة، والغضب ولـ «الانحياز، التحزَّب، والتزمَّت، والتشدَّد، والرَصُنَ»

## أنواع التعصب
- تعصب المستهلك - هو مستوى المشاركة أو الاهتمام الذي يحس به شخص معين أو مجموعة تجاه عمل فني أو فكرة معينة
- التعصب العاطفي
- التعصب العرقي أو العنصري المتفوق
- التعصب الترفيهي - إظهار مستويات عالية من الشدة والحماس والالتزام والحماس تظهر لنشاط ترفيهي معين
- التعصب القومي أو الوطني
- التعصب الإيديولوجي السياسي.
- التعصب الديني - يعتبره البعض أكثر أشكال الأصولية الدينية تطرفًا. يستلزم تعزيز الآراء الدينية
- التعصب الرياضي - إظهار مستويات عالية من التعاطف المحيط بالأحداث الرياضية. يتم ذلك بناءً على الاعتقاد بأن التعصب المتطرف يمكن أن يغير نتيجة الألعاب بالنسبة لفريقهم المفضل، [10] أو لأن الشخص يستخدم الأنشطة الرياضية «كأرض إثبات» ذكوري للمنافسة وللمشجارات، كما في حالة مثيري الشغب لكرة القدم.

ومن العصبيات التي ذكرت في أدبيات الإسلام، بالإضافة لما ذكر، التعصب من أجل الدنيا، كعصبية المرء لذاته (النرجسية) ولأهله وعشيرته.